# Kihasználva
A Kihasználva (eredeti cím: Crash Pad) 2017-ben bemutatott amerikai filmvígjáték, melyet Jeremy Catalino forgatókönyvéből Kevin Tent rendezett. A főbb szerepekben Domhnall Gleeson, Christina Applegate, Thomas Haden Church és Nina Dobrev látható.
2017. szeptember 25-én Video on Demand szolgáltatáson keresztül jelent meg. 2017. október 27-én a Destination Films és a Vertical Entertainment korlátozott számú mozikban is bemutatta. A film vegyes kritikákat kapott.

## Cselekmény
A film középpontjában a reménytelenül romantikus Stensland áll, aki úgy véli, megtalálta az igaz szerelmet egy idősebb nő, Morgan mellett. Ám időközben kiderül, hogy a nő házas és csak azért feküdt le vele, mert így akart módon bosszút állni őt az elhanyagoló férjén. A felszarvazott férj furcsa mód szórakoztatónak találja ezt a helyzetet. A két férfi úgy dönt, összefognak és bosszút állnak, mivel mindketten csalódtak.

## Szereplők
| Szerep          | Színész             | Magyar hang        |
| --------------- | ------------------- | ------------------ |
| Stensland       | Domhnall Gleeson    | Előd Álmos         |
| Grady           | Thomas Haden Church | Rosta Sándor       |
| Morgan          | Christina Applegate | Zsigmond Tamara    |
| Hannah          | Nina Dobrev         | Bogdányi Titanilla |
| Lyle            | Dan Gill            | Gacsal Ádám        |
| Mr. Laframboise | James Yi            |                    |
| Muumuu          | Balinder Johal      |                    |

## A film készítése
A film vezető producere Alexander Payne volt, a projekt a Wonderful Films, az Indomitable Entertainment, a Windowseat Entertainment és a Sodona Entertainment gyártásában készült.

## Fogadtatás
A Metacritic oldalán a film értékelése 46%, amely öt véleményen alapul. A Rotten Tomatoeson a Kihasználva 54%-os minősítést kapott, 13 értékelés alapján.

## Fordítás
- Ez a szócikk részben vagy egészben  a   Crash Pad című angol Wikipédia-szócikk ezen változatának fordításán alapul.  Az eredeti cikk szerkesztőit annak laptörténete sorolja fel. Ez a jelzés csupán a megfogalmazás eredetét és a szerzői jogokat jelzi, nem szolgál a cikkben szereplő információk forrásmegjelöléseként.